# 屏蔽双绞线

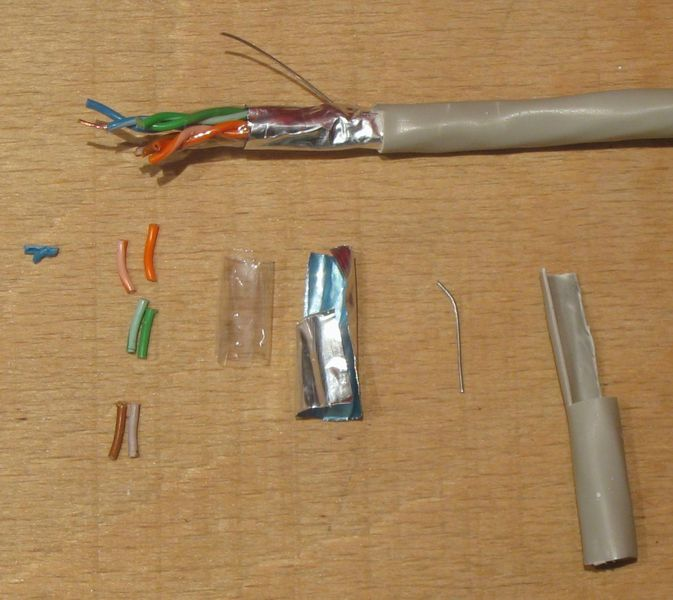

遮蔽雙絞線的橫切面

遮蔽雙絞線（英語：Shielded Twisted Pair，STP）,是一種廣泛用於數據傳輸的銅質線材。此種線由四組兩條一對地互相纏繞并包裝在絕緣管套中的銅線所組成，四對不同顏色的傳輸線互相纏繞，每對相同顏色的線傳遞著來回兩方向的電脈衝，這樣的設計是利用了電磁感應相互抵銷的原理來屏蔽電磁干擾。
雙絞線外的金屬網（通常是銅質）可以進一步遮蔽傳輸線，使之較不受外部電磁場干擾，為避免天線效應，一般建議需確實接地。但這種額外的保護結構降低了線材的彈性。這種線常用在乙太網（區域網絡）中，遮蔽雙絞線額外的保護結構提高了此種線材的單位價格。

## 無遮蔽雙絞線規格
F/UTP双绞线：总遮蔽层为铝箔遮蔽，没有线对遮蔽层的遮蔽双绞线；
U/FTP双绞线：没有总遮蔽层，线对遮蔽为铝箔遮蔽的遮蔽双绞线；
SF/UTP双绞线：总遮蔽层为丝网＋铝箔的双重遮蔽，线对没有遮蔽的双重遮蔽双绞线；
S/FTP双绞线：总遮蔽层为丝网，线对遮蔽为铝箔遮蔽的多重遮蔽双绞线；
U/UTP双绞线：即通常所说的UTP双绞线，非遮蔽双绞线。
| 业内缩写             | ISO/IEC 11801 名称 | 线缆总遮蔽 | 线对遮蔽 |
| -------------------- | ------------------ | ---------- | -------- |
| UTP                  | U/UTP              | 无         | 无       |
| STP, ScTP, PiMF      | U/FTP              | 无         | 铝箔     |
| FTP, STP, ScTP       | F/UTP              | 铝箔       | 无       |
| STP, ScTP            | S/UTP              | 丝网       | 无       |
| SFTP, S-FTP, STP     | SF/UTP             | 丝网+铝箔  | 无       |
| FFTP                 | F/FTP              | 铝箔       | 铝箔     |
| SSTP, SFTP, STP PiMF | S/FTP              | 丝网       | 铝箔     |
| SSTP, SFTP           | SF/FTP             | 丝网+铝箔  | 铝箔     |

斜杠前的字母标明双绞线缆自身的遮蔽，而斜杠后的字母则代表双绞线对的遮蔽：
U = 无遮蔽
F = 铝箔遮蔽
S = 丝网遮蔽 (仅为总遮蔽)
TP = 双绞线对

## 外部連結
- Webopedia definition （页面存档备份，存于）
- searchNetworking definition （页面存档备份，存于）